# Jasone Agirre
Jasone Agirre Garitaonandia (Abadiano, 27 de mayo de 1968) es una periodista y política española. Licenciada en Ciencias de la Información, es parlamentaria de la coalición Euskal Herria Bildu en el Parlamento Vasco desde 2016.

## Biografía
Como periodista, trabajó en la redacción de los informativos de ETB desde 1991. Fue una de las fundadoras del Consejo de Redacción de la corporación de radiotelevisión pública del País Vasco.
Concurrió en las listas de Euskal Herria Bildu a las elecciones al Parlamento Vasco de 2016 y consiguió un escaño por la circunscripción electoral de Vizcaya, donde era cabeza de lista. Es parlamentaria desde el 21 de octubre de ese año, en las legislaturas XI y XII. En el Parlamento Vasco, ha ocupado diferentes cargos en diversas comisiones, incluidas las de Control de EiTB, la de Cultura, Euskera y Deporte, la de Educación y la de Asuntos Europeos y Acción Exterior. Ha sido, asimismo, secretaria para la Diáspora y es miembro de la Asociación Gerediaga, que centra sus esfuerzos en el estudio y la difusión de la historia, la cultura y la lengua vascas.